# Lâu đài Königsberg

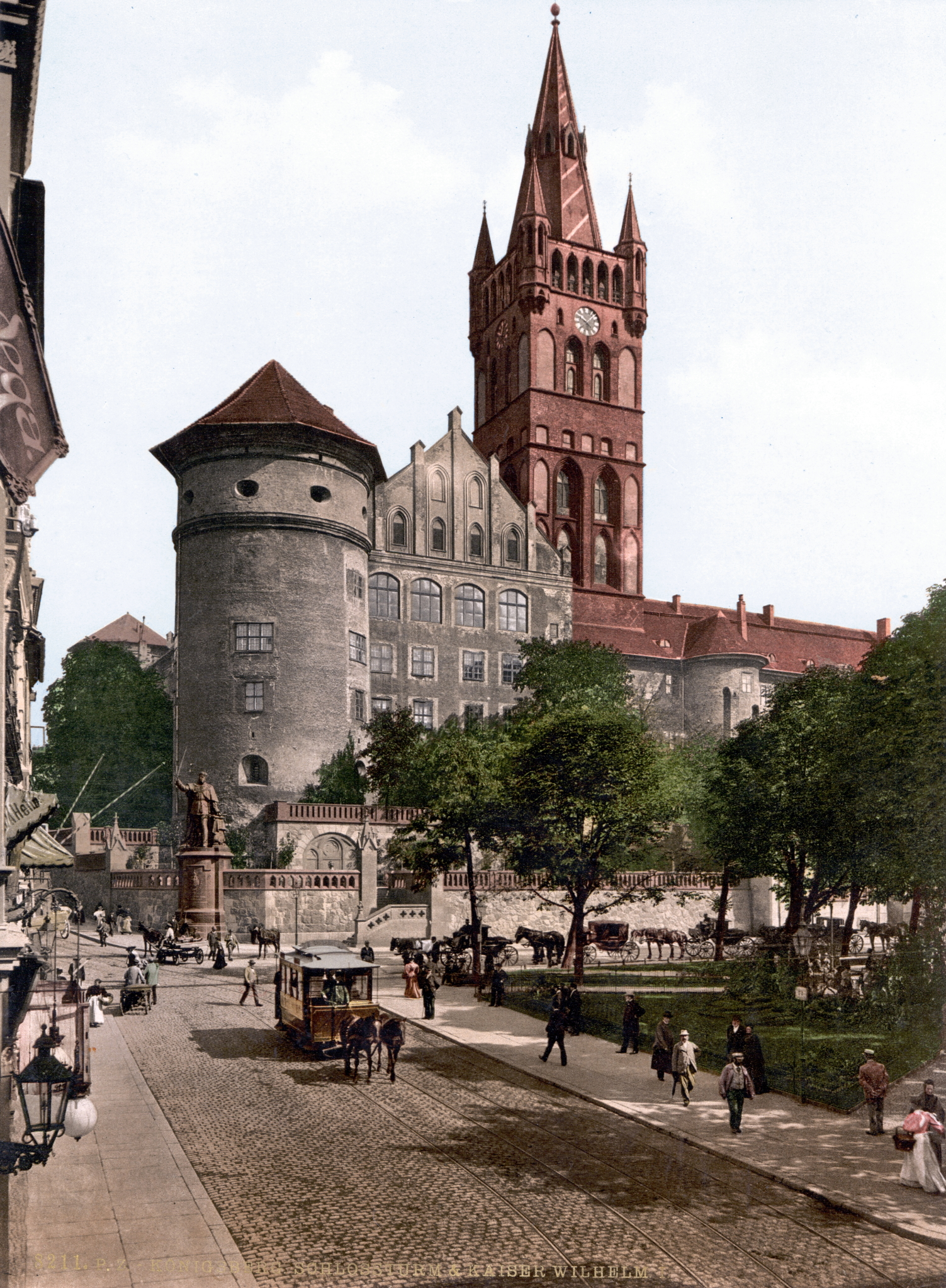
Lâu đài Königsberg

Lâu đài Königsberg (tiếng Đức: Königsberger Schloss, tiếng Nga: Кёнигсбергский замок) là một lâu đài tại Königsberg, Đức (từ năm 1946 là Kaliningrad, Nga), và là một trong những điểm nổi bật của thủ đô Đông Phổ Königsberg.
Vào đầu thế kỷ đầu tiên, các bộ lạc Đức của Goths đã xây dựng từ pháo đài Tuwangste gần sông Pregel tại một điểm quan trọng hầu hết thuộc lãnh thổ Phổ Baltic. Nó còn có tên khác như Twangste, Tvangeste, TwonG, Twoyngst. 
Sau khi các hiệp sĩ Teutonic chinh phục khu vực vào năm 1255, pháo đài tại Kneiphof trong Königsberg được đổi tên và một pháo đài Ordensburg mới đã được triển khai vào năm 1257. Lâu đài này được mở rộng và củng cố đáng kể trong nhiều giai đoạn từ thế kỷ 16 đến thế kỷ 18.
Tòa pháo đài, sau đó được chỉ định một lâu đài, là nơi cư trú của các Großmeister (tiếng Anh Grandmaster) của Hội Teutonic và nơi cư trú sau đó cho các nhà cai trị Phổ.
Tàn tích của Lâu đài Königsberg đã bị phá bỏ vào cuối những năm 1960, theo lệnh cá nhân của Leonid Brezhnev,  bất chấp sự phản đối của các kiến trúc sư, nhà sử học, sử gia địa phương và cư dân bình thường của thành phố. Tuy nhiên, tàn tích của Nhà thờ Königsberg gần đó, trong đó có lăng mộ của Immanuel Kant, vẫn còn nguyên vẹn, và sau sự sụp đổ của Liên Xô, vào cuối những năm 1990 và những năm đầu của thế kỷ 21 đã được xây dựng lại và phục hồi.